# Unione della Gioventù Socialista (Cecoslovacchia)
L'Unione della Gioventù Socialista (in ceco Socialistický svaz mládeže, SSM; in slovacco Socialistický zväz mládeže, SZM) era l'organizzazione giovanile del Partito Comunista di Cecoslovacchia (KSČ) per i giovani di età compresa tra i 15 e i 35 anni. Fu creata nel 1970 dopo lo scioglimento dell'Unione della Gioventù Cecoslovacca.
Il compito principale dell'SSM era educare i giovani al marxismo-leninismo nelle scuole superiori e nelle università.
Il primo presidente del Comitato Centrale dell'SSM fu Juraj Varholík, mentre l'ultimo presidente fu Martin Ulčák. Nel 1971 il numero dei membri SSM era 541 000, nel 1985 era 1 661 000.

## Storia

### Nascita
Dopo l'invasione della Cecoslovacchia da parte del Patto di Varsavia e l'epurazione del PCC, venne avviato un processo di normalizzazione. Il 27 novembre 1969 fu istituito il Consiglio federale delle organizzazioni dell'infanzia e della gioventù della Repubblica Socialista Cecoslovacca, che si preparò alla loro riunificazione avvenuta nel 1970. Dal 1970, le attività degli scout indipendenti Junák e di altre 17 organizzazioni giovanili, fondate o rinnovate tra il 1968 e il 1969, furono nuovamente sciolte.
Nel 1970, l'Unione della gioventù Cecoslovacca fu rifondata come Unione della Gioventù Socialista. Nelle scuole primarie, per i bambini di età inferiore ai 15 anni, lo scautismo vietato dal partito comunista fu sostituito dall'Unione Socialista dell'Organizzazione Giovanile dei Pionieri per preparare i giovani all'ingresso nell'SSM.

### Congressi
L'8-10 settembre 1972 si tenne il I Congresso ceco dell'SSM, con 666 delegati in rappresentanza di 410 000 membri. Jindřich Poledník fu eletto presidente del Comitato centrale ceco (ČÚV) dell'SSM. Il 15-17 settembre 1972 seguì il Congresso slovacco e Michal Zozulák fu eletto presidente del Comitato centrale slovacco dell'SSM.
Il Congresso nazionale dell'SSM della Repubblica Socialista Cecoslovacca si svolse dal 27 al 30 settembre 1972 a Praga nel Palazzo dei Congressi del Parco della Cultura e del Tempo Libero Julius Fučík. Al congresso parteciparono 1.285 delegati e 520 ospiti, tra cui importanti funzionari statali e del Partito Comunista, rappresentanti di organizzazioni giovanili di 32 paesi, delegazioni della Federazione mondiale della gioventù democratica e rappresentanti dell'Unione Internazionale degli Studenti. Il Congresso adottò alcuni emendamenti negli Statuti, modificando ad esempio la formulazione del rapporto con il Partito Comunista ("L'SSM si basa sul programma del Partito Comunista ed è il suo attivo aiutante") e delle attività (“Il SSM consolida costantemente l'unità socialista di tutte le fasce sociali e di età nella Repubblica Cecoslovacca."). Juraj Varholík fu eletto Presidente del Comitato Centrale dell'SSM.
Il II Congresso della SSM fu organizzato a Praga dal 29 settembre al 2 ottobre 1977 ed elesse Miroslav Dočkal presidente del Comitato centrale.
Il III Congresso si tenne dal 1 al 3 ottobre 1982 ed elesse Jaroslav Jenerál presidente del Comitato Centrale.
Il IV Congresso della SSM si svolse dal 2 al 4 ottobre 1987 ed elesse Vasil Mohorita Presidente del Comitato centrale.

### Scioglimento
Dopo la rivoluzione di velluto del 1989, il blocco pro-democrazia degli studenti universitari riteneva che l'unione doveva essere abolita e nel 1989 fu di fatto sciolta. Il 27 e 28 gennaio 1990 si riunì a Praga il Congresso straordinario dell'SSM che ribatezzò l'organizzazione in "Unione Giovanile" (SM), registrata il 23 aprile 1990. Il presidente del Comitato centrale dell'SSM riuscì a rimuovere i sostenitori della liquidazione, ad adottare statuti di democratizzazione esterna e a ribattezzare l'Unione Socialista in Unione della gioventù. Dopo lo scioglimento del KSČ, nel 1990 il Partito Comunista di Boemia e Moravia fondò l'Unione della Gioventù Comunista.
Con l'approvazione della decisione da parte dell'Assemblea federale, nella primavera del 1990 l'ex dissidente Giovanni Bok formò l'organizzazione "Majetkoprávní unii" per prevenire l'appropriazione indebita di grandi proprietà appartenute al Partito, tra cui quelle delle organizzazioni abolite. Sotto la guida di Jozef Mikloško, fu istituita una commissione per mappare l'estensione delle proprietà confiscate dalle organizzazioni giovanili dopo il 1948.
Le proprietà dell'ex SSM comprendevano quelle delle organizzazioni di base operanti in tutte le scuole secondarie, università e aziende, le proprietà dei pionieri e delle strutture superiori e case editrici. Solo gli immobili erano 132.
Sebbene le proprietà delle organizzazioni del Fronte Nazionale fossero state congelate per legge dal maggio 1990, fino ad allora l'Unione dei Giovani riuscì a costituire circa 300 organizzazioni post-SSM e a trasferirle la proprietà. Lo Stato alla fine acquisi circa il 90% dei beni dell'SSM, nonostante l'opposizione per vie legali dei funzionari SSM. La proprietà rilevata dallo Stato fu trasferita nel 1993 al Fondo per l'infanzia e la gioventù che la gestì fino al 1º dicembre 2000.

## Organizzazione
socialistické vlasti.»
(Giuramento dei membri della SSM)

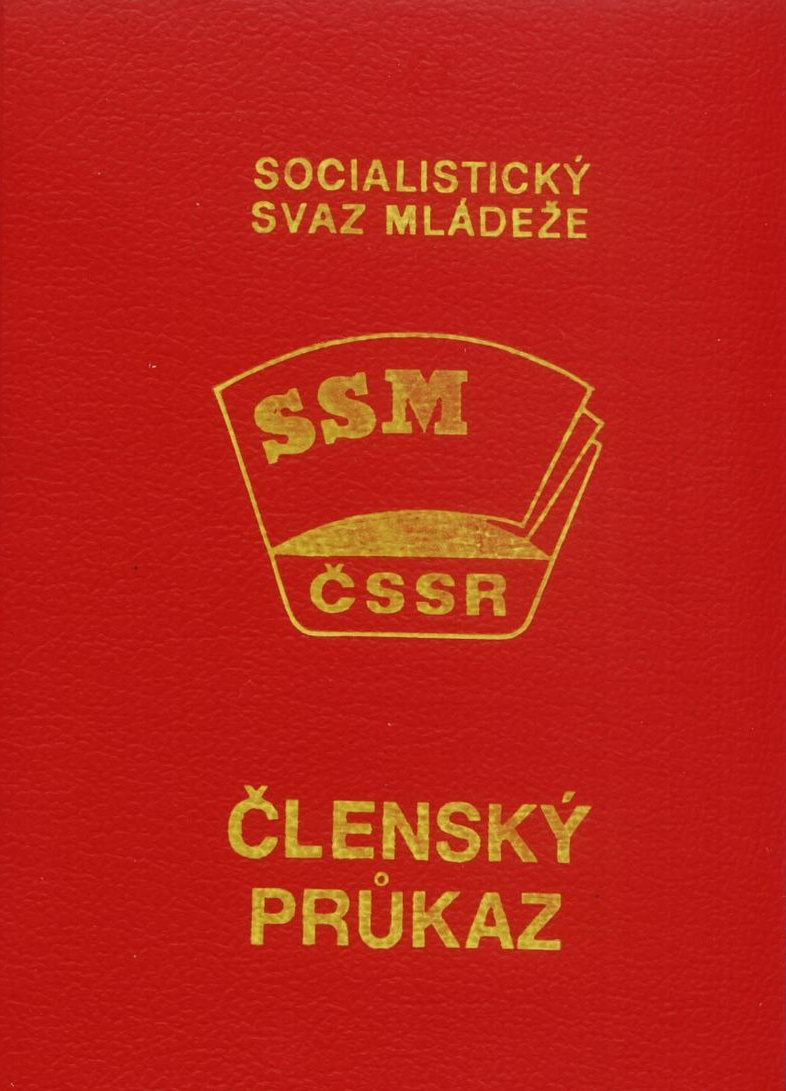
Libretto per gli iscritti alla SSM.

L'organizzazione interna dell'SSM si basava sul centalismo democratico.
L'organo supremo dell'SSM era il congresso nazionale, convocato una volta ogni cinque anni, e il Comitato centrale nel periodo intercongressuale. A livello locale era suddiviso in:
- Organizzazioni repubblicane, create per la Repubblica Socialista Ceca e Slovacca e le forze armate. Queste sezioni convocavano congressi repubblicani e avevano i propri segretariati e presidenze. Erano anche gestiti dai comitati regionali del SSM e dai consigli nazionali del SS SSM.

- Organizzazioni regionali, composte da tutte le organizzazioni distrettuali presenti nella rispettiva regione. Erano guidate da un comitato regionale che gestiva indirettamente l'organizzazione regionale dei pionieri. Collaboravano con le autorità regionali del Fronte nazionale e aveva un proprio segretariato. Le organizzazioni municipali di Praga e Bratislava avevano lo status di organizzazioni regionali.

- Organizzazioni distrettuali, attive in tutti i distretti cecoslovacchi, eccetto nell'esercito, e a capo delle organizzazioni distrettuale dei pionieri. Gli organi supremi erano la Conferenza distrettuale, il segretario e il presidium.

- Organizzazioni di base, presenti nelle fabbriche, nelle scuole di ogni grado, nei villaggi e nelle città. Le organizzazioni cittadine potevano convocare le loro conferenze.[15][16]

I membri migliori dell'SSM venivano preparati per l'adesione al Partito Comunista e per l'inclusione nella gestione delle aziende, in particolare per assistere i dipartimenti del personale nelle aziende. I funzionari dell'SSM comunicavano le loro valutazioni sui compagni di classe o sui collaboratori agli ufficiali di collegamento del Partito Comunista. Presentavano le loro raccomandazioni per opportunità di lavoro o studio e anche per la valutazione di persone che non erano iscritte all'SSM. Chi non faceva parte nell'SSM avrebbe avuto una carriera svantaggiata fin dall'inizio, non avrebbe ricevuto una raccomandazione per studiare in un'università né per andare all'estero nei paesi occidentali.
Per i ragazzi da 8 a 15 anni, l'SSM gestiva l'Unione Socialista dell'Organizzazione Giovanile dei Pionieri.